# Vamos (parti politique)
Pour les articles homonymes, voir Vamos.
Vamos (nom officiel : Vamos por una Guatemala Diferente, en français « Avançons pour un Guatemala différent ») est un parti politique guatémaltèque, de tendance conservatrice. Il est dirigé par Alejandro Giammattei.

## Histoire
Alejandro Giammattei a été élu président de la République à l'issue du deuxième tour de l'élection présidentielle de 2019. Vamos ne dispose au début de son mandat que de 17 députés sur 160, mais a réussi à construire une alliance législative qui lui a permis de conserver la présidence du Congrès et de gouverner.
Le parti a fait l'objet de critiques pour avoir incorporé dans ses rangs des officiers à la retraite accusés de crimes de guerre pendant la guerre civile.